# R136a1

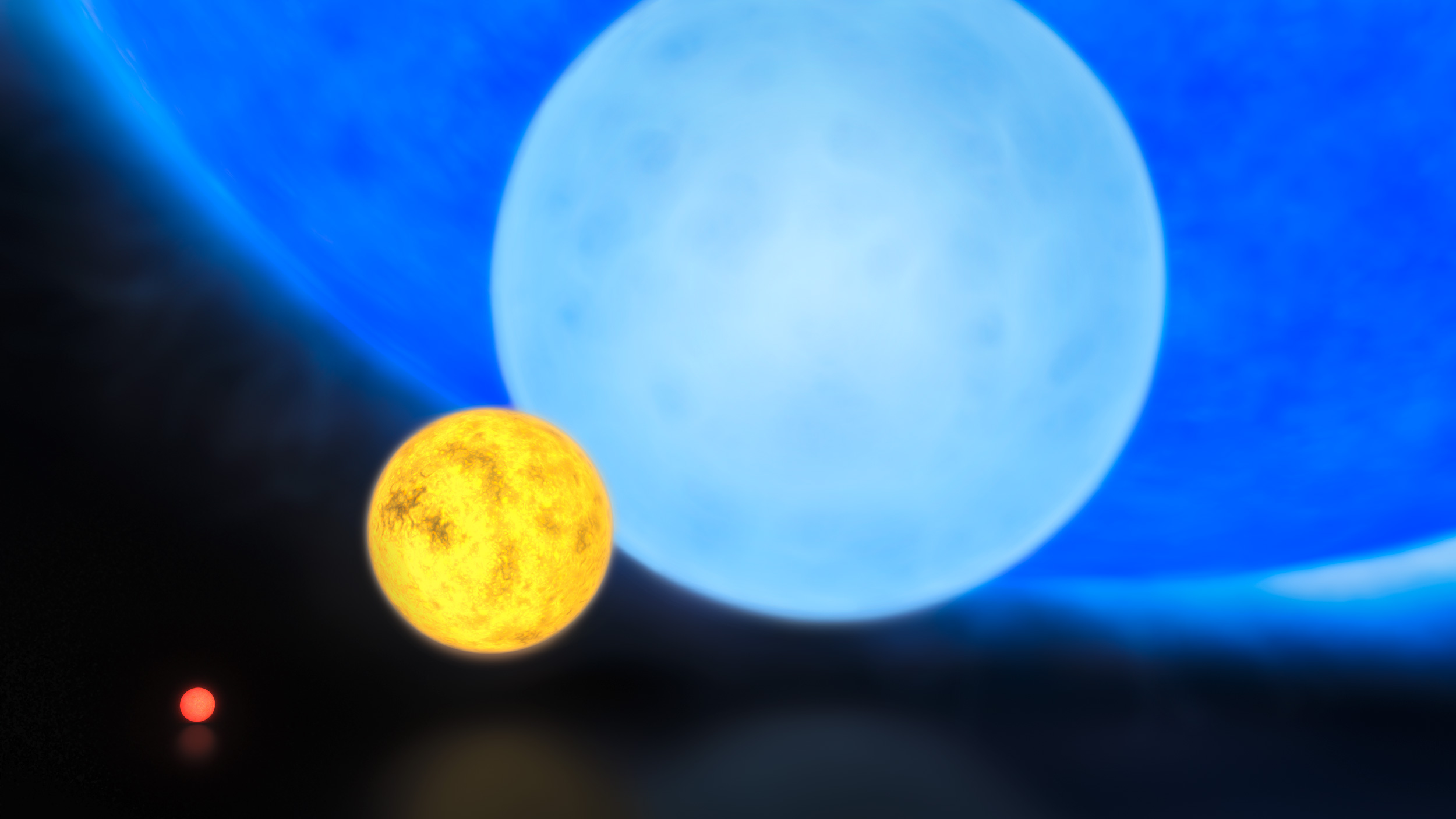
Порівняльні розміри зір: червоний карлик (0,1 маси Сонця), Сонце, блакитна зоря (8 мас Сонця) та R136a1 (близько 300 мас Сонця).
Credit: ESO/M. Kornmesser

R136a1 — є наймасивнішою зорею серед зір, відомих на момент її відкриття — липень 2010 року. Вона в 315 разів масивніша за наше Сонце й перевищує його за світністю в кілька мільйонів разів. R136a1 розташована в емісійній туманності NGC 2070 (туманність Тарантул), що у Великій Магеллановій Хмарі, на відстані приблизно 165 000 світлових років від Землі.

## Історія відкриття
Група астрономів під керівництвом професора Пола Кроузера (англ. Paul Crowther) з університету Шеффілда (англ. University of Sheffield) досліджувала яскраві зорі в областях зореутворення двох молодих зоряних скупченнях NGC 3603 та R136a, яке розташоване у Великій Магеллановій Хмарі, використовуючи Дуже великий телескоп Європейська південна обсерваторія (Чилі) та архівні дані з космічного телескопа Габбл. Під час дослідження в скупченні R136a виявлено чотири зорі, що утворилися з масами, більшими ніж 150 мас Сонця, та які виробляють майже половину всього випромінювання цього скупчення, котре налічує загалом близько 100 000 зір. Серед зазначених чотирьох зір R136a1 є наймасивнішою та має найбільшу світність. Такі зоряні «монстри» можуть утворюватися лише в найщільніших, надзвичайно активних областях зореутворення, можливо, шляхом об'єднання кількох протозір.

## Фізичні характеристики
Зоря R136a1 має спектральний клас WN5h і є зорею типу Вольфа — Рає з потужними емісійними лініями азоту. Завдяки своїй надзвичайній світності, внаслідок переважаючого тиску випромінювання, що створює потужний зоряний вітер, вона активно викидає речовину зі своїх верхніх шарів у міжзоряний простір. Саме переважання тиску випромінювання над гравітаційним стисканням усередині зорі (за попередніми оцінками її теперішній стан відповідає 40 % межі Едlінгтона[джерело?]) не дає їй зколапсувати.

## Інші дані
Вивчаючи зорю, вчені встановили, що температура на її поверхні становить не менше 40 000 К — це майже в сім разів більше, ніж на поверхні Сонця. Радіус зорі щонайменше в 30 разів перевищує радіус Сонця. Дослідження цієї зорі ще не завершено, але дослідники майже впевнені, що навколо неї немає планет, оскільки радіаційне випромінювання та зоряний вітер настільки потужні, що просто не дали б сформуватися планетам у звичному для нас розумінні.
Тривалість життя таких супергігантів, зазвичай, невелика. Внаслідок нестабільності зірки та величезний внутрішній тиск, а також відцентрові сили, які майже «розривають» об'єкт із середини. Вчені припускають, що її вік — близько одного мільйона років, і планети ще не встигли утворитися.